# 芳艷芬
芳艷芬（英語：Katie Fong Yim-fun，1926年4月2日—），MBE，BBS，原名周東仕，又名梁燕芳，出生於廣東恩平縣歇馬鄉南坑壟村，著名粵劇表演家。曾於1952年及1953年連續兩年在香港報章《娛樂之音》主辦的「梨園三王」選舉中，獲讀者投票選為「花旦王」。

## 生平
自小家窮，由同鄉梁簪姑（梁元桂孫女）撫養，易名梁燕芳，遷居廣州。養母是粵劇愛好者，芳豔芬對粵劇產生興趣。曾經向男旦白潔初（原名夏伯祥）、肖蘭芳等人學習演戲。後來拜王九為開山師父，獲王九推薦到戲班工作，由音樂家易劍泉替她取名『芳豔芬』。1936年進入國聲劇院，1937年與紅線女進入「勝壽年粵劇團」，邊學邊演。1943年在大東亞劇團，升任正印花旦，聲譽日隆。
抗戰結束後，先加入羅家權組織的「周豐年」班，後加入「大龍鳳劇團（廣州）」，曾與白玉堂、何非凡、新馬師曾、馮鏡華、綠衣郎等人合作演出，憑著《夜祭雷峰塔》之「反線二簧慢板」成名，並自創「芳腔」。在芳豔芬隱退後的數十年，「芳腔」繼續流傳有李寶瑩在舞台上演出和唱片錄音的版本，芳豔芬稱舊日所納那個徒弟放棄了這門藝術多年，自己不算有「傳人」。
1948年1月，與羅品超等人組成「雄風劇團」。1949年秋赴香港，與陳燕棠、羅家權、陸雲飛、馮鏡華等組「豔海棠」班。
五十年代與薛覺先演出《漢武帝夢會衛夫人》，與任劍輝和陳錦棠組「金鳳屏劇團」，「班主」是何澤蒼而編劇是唐滌生。搬演大量唐滌生中期作品。
1953年自組戲班「新艷陽」，與名伶任劍輝、新馬師曾、麥炳榮等合作。1954年邀得學者簡又文編寫明末史劇《萬世流芳張玉喬》及潘一帆編寫《梁祝恨史》。簡之明末史劇，由唐滌生修補後戲才能演，唐滌生自此深入鑽研粵劇的文學性與藝術性，漸漸地，唐滌生劇目便都多有文采。
1950年芳艷芬開始演出電影，除了溫婉賢淑的角色,亦演過不少時裝喜劇如《唔嫁》（1951）、《財來自有方》（1952）、《蜜運》（1953）等。1953年創辦植利影業公司，陸續將她的戲寶《洛神》（1957）、《梁祝恨史》（1958）、《六月雪》（1959）等搬上銀幕。從影近十年，芳艷芬主演過150多部電影。
1958年8月1日把名下一個物業捐贈八和會館作永久會址。
1959年1月與醫生楊景煌結為夫婦，同年宣布息影。到1987年10月、1993年、1995年、1998年以慈善名義演出。

## 公益活動
1984年，她與粵劇愛好者曾超群女士合作，成立「群芳慈善基金會」及「群芳藝苑」等團體，研究藝術，灌錄唱片義賣，用作經費。
- 「群芳慈善基金會」、「美國紐約分會」特設加利福尼亞路德大學、紐約丕士大學的「群芳東亞研究所」及「群芳獎學金」等機構[8]。
- 「群芳慈善基金會」、「群芳救援信託基金」[9]
  - 根據香港《稅務條例》第88條、獲豁免繳稅的慈善機構及慈善信託機構
  - 生效日期:07.04.1987 (w.e.f. 07.04.1987)
- 「群芳念慈護老院」設於新界沙田區。
- 群芳慈善基金會紀念册 （页面存档备份，存于）， 1992，義賣，用作經費。
- 「群芳慈善基金會」捐了一部巴士給盲人協進會[10]。
- 「群芳慈善基金會有限公司」[11]

2012年，慷慨捐貲香港中文大學逸夫書院，以推動粵劇表演藝術，設立「芳艷芬藝術傳承計劃」。
2017年，芳艷芬邀長者華工後代欣賞粵劇匯演賀加國慶。

## 獎項和榮譽
- 香港八和會館永遠名譽會長[14]
- 1995年獲英女皇授予大英帝國員佐勳章（MBE）
- 1998年獲香港大學頒授名譽大學院士
- 2003年獲香港特別行政區政府頒授銅紫荊星章
- 2004年獲嶺南大學頒授榮譽社會科學博士[3]
- 2013年獲香港中文大學頒授榮譽社會科學博士[12]
- 2017年獲第36屆香港電影金像獎終身成就獎[15]

## 著名唱片曲目
（獨唱）
- 《鴛鴦淚》（由唐滌生撰曲）
- 《紅鸞喜》（由李少芸撰曲）、(舊版由唐滌生撰曲)
- 《文姬歸漢》（芳由唐滌生編寫首個劇目）
- 《艷陽丹鳳》（由唐滌生撰曲）
- 《萬世流芳張玉喬》之〈淚灑翡翠樓〉
- 《恨不相逢未嫁時》

芳腔新唱
- 1993年群芳慈善基金會出品（曲目:明月寄相思、紅鸞喜）
- 1987年群芳慈善基金會出品（曲目:鴛盟淚、願為蝴蝶繞孤墳、洛水恨）

電影主題曲
- 《董小宛》之〈新台怨〉、〈秋月〉
- 《紅菱血》之〈銀塘吐艷〉、〈梨花慘淡驚風雨〉
- 《檳城艷》之〈檳城艷〉、〈懷舊〉
- 《唔嫁》之〈唔嫁〉、〈夜鶯怨〉

（與何非凡合唱）
- 《幻夢證前因》（由馮志芬撰曲）
- 《一彎眉月伴寒衾》
- 《一入侯門深似海》
- 《還君明珠雙淚垂》

（與陳錦棠合唱）
- 《雷雨》

（與梁醒波合唱）
- 《嫁唔嫁》

（與黃千歲合唱）
- 《唔嫁》
- 《檳城鶼鰈淚》
- 《艷陽長照牡丹紅》

（與新馬師曾合唱）
（按：目前還沒有找到一首）
（與任劍輝合唱）
- 《紅菱血》
- 《蝴蝶夢》
- 《香草美人》
- 《多情孟麗君》
- 《西廂記》之〈鶯鶯酬柬〉
- 《玉堂春》之〈廟遇〉
- 《陳圓圓》之〈虎將英雌〉
- 《香銷十二美人樓》之〈夙願成空〉

（套碟）唱功能夠壓臺而平起平坐的老倌，舊習每劇目子喉獨唱、平喉獨唱、合唱各一。
- 《洛水神仙》（1958年唱片）
- 《六月雪》之〈十繡香囊〉（由吳一嘯撰曲）
- 《六月雪》之〈竇娥冤〉（由唐滌生撰曲）
- 《梁祝恨史》之〈願為蝴蝶繞孤墳〉（子喉由潘一帆撰曲）
- 《梁祝恨史》之〈有情活把鴛鴦葬〉（平喉由潘一帆撰曲）
- 《梁祝恨史》之〈映紅霞（即樓臺會）〉 （任劍輝與「芳腔」李寶瑩合唱版）
- 《火網梵宮十四年》之〈送別〉（由吳一嘯撰曲）
- 《火網梵宮十四年》之〈洞房〉（由吳一嘯撰曲）
- 《一枝紅艷露凝香》之〈一枝紅艷露凝香〉（子喉版1953、1958年唱片）
- 《一枝紅艷露凝香》之〈粥香淡飯祭親娘〉（任劍輝平喉版）

## 著名劇目
唐滌生「一字」系列中第一個劇目《一枝紅艷露凝香》、《春燈羽扇恨》兩次搬上銀幕，男主角都是任劍輝。

| - 《錦城春》馮志芬 - 《桃花扇》 - 《啼笑姻緣》 - 《寶玉哭晴雯》 - 《夜祭雷峰塔》 - 《陳世美不認妻》 - 《斷腸人對斷腸碑》 - 《紅樓二尤》唐滌生 - 《艷曲梵經》唐滌生 - 《文姬歸漢》唐滌生 - 《金鳳迎春》唐滌生 - 《漢女貞忠傳》唐滌生 - 《風流夜合花》唐滌生 | - 《百萬軍中尋妹喜》陳冠卿 - 《玉龍彩鳳度春宵》1952 - 《一彎眉月伴寒衾》唐滌生 - 《一自落花成雨後》唐滌生 - 《一枝梨花春帶雨》唐滌生 - 《一樓風雨夜歸人》唐滌生 - 《一年一度燕歸來》唐滌生 - 《香銷十二美人樓》唐滌生 - 《再世重溫金鳳緣》唐滌生 - 《火網梵宮十四年》唐滌生 - 《夢斷香銷四十年》唐滌生 - 《漢武帝夢會衛夫人》唐滌生 |  |

## 新艷陽劇目
自組劇團與不同「當時得令」的搭檔合作，如陳錦棠，新馬師曾，麥炳榮，黃千歲等等及其認為舞台最合拍任劍輝一起演出，根璩第十一屆新艷陽場刊列出歷屆劇目:-

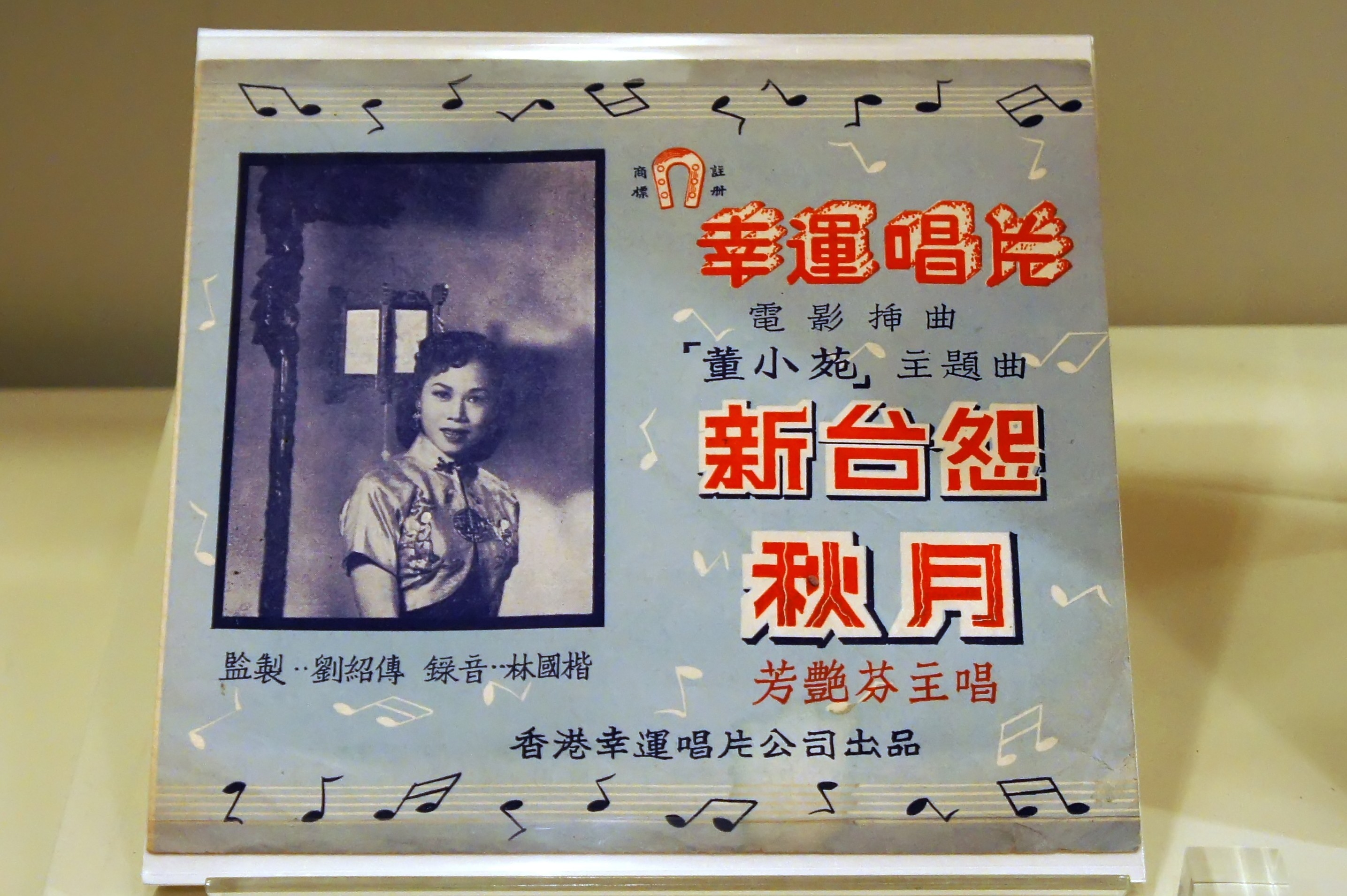
芳艷芬《新台怨》及《秋月》唱片曲頁，約1954年。（香港文化博物館藏品）

| 第一屆 《艷陽長照牡丹紅》唐滌生 《程大嫂》唐滌生 第二屆 《萬世流芳張玉喬》唐滌生 《難續空門未了情》 第三屆 《亂世嫦娥》 《春燈羽扇恨》唐滌生 《一代名花花濺淚》 第四屆 《真假春鶯戲艷陽》 | 第五屆 《一入侯門深似海》唐滌生 第六屆 《漢女貞忠傳》 《為誰顰笑為誰狂》 《李香君》 第七屆 《梁祝恨史》男主角任劍輝 第八屆 《西施》唐滌生 《董小宛》唐滌生 《洛神》唐滌生 | 第九屆 《六月雪》唐滌生男主角任劍輝 第十屆 《鴛鴦淚》 《多情孟麗君》 第十一屆 《紅鸞喜》 第十二屆 《王寶釧》 |  |

## 電影

### 當代時裝
- 1951年《唔嫁》飾 李玉蘭
- 1952年《唔嫁又嫁》飾 李玉蘭
- 1954年《大觀園》飾 林黛玉
- 1954年《林黛玉魂歸離恨天》飾 林黛玉
- 1955年《蜜月》飾 梁潔蓮
- 1956年《早知當初我唔嫁》飾 李玉蘭

### 戲曲改編
- 1953年《一年一度燕歸來》飾 陸湘卿
- 1953年《火網梵宮十四年》飾 魚玄機
- 1955年《一枝紅艷露凝香》飾 陸艷紅
- 1956年《春燈羽扇》
- 1957年《洛神》飾 甄婉貞
- 1958年《七賢眷》飾 周玉冰
- 1958年《鴛鴦淚》飾 寶蝶
- 1958年《玉堂春》飾 歌妓蘇三
- 1958年《仙女牧羊》分飾 小蓮、芸姑
- 1958年《紅娘》飾 紅娘
- 1958年《魂化瑤台夜合花》飾 馮小憐
- 1958年《香銷十二美人樓》 分飾 李海燕、賈小燕
- 1959年《六月雪》飾 竇娥
- 1959年《漢武帝夢會衛夫人》飾 衛紫卿
- 1959年《一枝紅艷露凝香》飾 單艷雯
- 1959年《春燈羽扇恨》飾 楊綉芳
- 1959年《王寶釧》飾 王寶釧

### 澤生作品
澤生影業公司，唐滌生與何澤蒼建立。
- 1950年《董小宛》飾 董小宛
- 1951年《紅菱血(上集)》飾 蘇映雪
- 1951年《紅菱血(下集)》飾 蘇映雪
- 1952年《一彎眉月伴寒衾》飾 杜月明

### 植利作品
植利影業公司，芳自資與歐漢姬建立。
- 1954年《檳城艷》飾 紅菱艷
- 1954年《程大嫂》飾 程大嫂
- 1957年《紅鸞喜》飾 柳紅鸞
- 1957年《還君明珠雙淚垂》
- 1958年《胡不歸》飾 趙顰娘
- 1958年《馬票女郎》飾 阿玉
- 1958年《梁祝恨史》飾 祝英台
- 1959年《女兒香》飾 梅暗香
- 1959年《冤枉相思》飾 趙珍兒
- 1959年《出嫁從夫》飾 李小瓊

## 大部份電影
- 1950年《董小宛》飾 董小宛
- 1950年《花落紅樓》飾 晴雯
- 1950年《梁冷艷(上集)》飾 梁冷艷
- 1950年《梁冷艷(下集)》飾 梁冷艷
- 1951年《紅菱血(上集)》飾 蘇映雪
- 1951年《紅菱血(下集)》飾 蘇映雪
- 1951年《唔嫁》飾 李玉蘭
- 1952年《摩登新娘》飾 方阿香
- 1952年《財來自有方》飾 李艷梅
- 1952年《花月又重圓》飾 李韻秋
- 1952年《新夜吊白芙蓉》飾 白芙蓉
- 1952年《恩恩愛愛》飾 宋艷芳
- 1952年《月媚花嬌》飾 梁麗華
- 1952年《艷福齊天》飾 楊玉仙
- 1952年《如花美眷》飾 方小紅
- 1952年《再訪香城艷》飾 香豔珍
- 1952年《花月爭輝》飾 李韵秋
- 1952年《唔嫁又嫁》飾 李玉蘭
- 1952年《連環相思》飾 古紅玉
- 1952年《點錯鴛鴦譜》飾 何瑞芬
- 1952年《到處惹人憐》飾 黃太
- 1952年《長恨歌》分飾 葉青、紫萍
- 1952年《一彎眉月伴寒衾》飾 杜月明
- 1952年《浩劫紅顏》飾 秋香
- 1952年《孝感動天》飾 李艷芳
- 1952年《佳偶兵戎》飾 郡主白雲娘
- 1952年《燭影照魂歸》飾 杜素秋
- 1952年《紅玲紅星私生活特輯》飾
- 1952年《有情飲水飽》飾 方綺文
- 1952年《春滿香城》飾 二姊
- 1953年《初入情場》飾 梁惠珍
- 1953年《蜜運》飾 江綺華
- 1953年《還君一點相思淚》飾 林雪梅
- 1953年《一年一度燕歸來》飾 陸湘卿
- 1953年《無端端發達》飾 黃秀娟
- 1953年《男人心》飾 江靜梅
- 1953年《佳人有約》飾 周麗雲
- 1953年《再戀負心人》飾 白蓮花
- 1953年《龍鳳呈祥》飾 陸燕雲
- 1953年《假正經》飾 李艷芳
- 1953年《恨海香魂》飾 阮淑嫻
- 1953年《意中人》飾 女伶 / 周艷芳
- 1953年《太太有喜》飾
- 1953年《春宵一刻值千金》飾 英梅
- 1953年《風流夜合花》飾 文娟
- 1953年《人間富貴花》飾 梁芳
- 1953年《女白金龍》飾  白如霜
- 1953年《清歌妙舞樂昇平》飾
- 1953年《弄假成真》飾 王麗珍
- 1953年《新唐伯虎點秋香》飾
- 1953年《殘花淚》飾 藍美媚
- 1953年《富貴花開並蒂蓮》
分飾 張杏芳(長時)、梅芳
- 1953年《火網梵宮十四年》飾 魚玄機
- 1953年《芬芳艷史》飾 阮慧芬
- 1953年《春風得意鳳求凰》飾 窮家女
- 1954年《母愛》飾 祺嫂
- 1954年《程大嫂》飾 程大嫂
- 1954年《長使我郎淚滿襟》飾 柳婉貞
- 1954年《不如歸》飾 羅韻蘭
- 1954年《十載尋夫記》飾 莫麗霞
- 1954年《私奔》飾 淑英
- 1954年《大觀園》飾 林黛玉
- 1954年《林黛玉魂歸離恨天》飾 林黛玉
- 1954年《檳城艷》飾 紅菱艷
- 1954年《人人為我我為人人》飾 方玉梅
- 1954年《金玉滿華堂》飾 玉嬌
- 1954年《仙樂飄飄處處聞》飾
- 1954年《一家八口一張床》飾 艷芳
- 1955年《紅粉飄零未了情》飾 沈芳萍
- 1955年《一枝紅艷露凝香》飾 陸艷紅
- 1955年《艷陽長照牡丹紅》飾 沈菊香
- 1955年《鄉村姑娘》飾 歐陽湄
- 1955年《新毒玫瑰》分飾 亞肖、洪玫瑰
- 1955年《蜜月》飾 梁潔蓮
- 1955年《後窗》飾 契女、何澤蒼飾 契爺
- 1955年《真假千金》分飾 何美玲、阿菲
- 1955年《銀鳳》飾 李銀鳳
- 1955年《復活》飾 阿卿
- 1955年《姊妹心》飾 何佩卿
- 1955年《守得雲開見月明》飾 阿花
- 1955年《月向那邊圓》飾
- 1955年《七世姻緣》飾
- 1955年《卿本佳人》飾 梁麗英
- 1955年《春蠶到死絲方盡》飾 周玉顰
- 1955年《十字街頭》飾 丁月芬
- 1956年《出谷黃鶯》飾 上官美玉
- 1956年《天之驕女》飾 女傭來喜
- 1956年《早知當初我唔嫁》飾 李玉蘭
- 1956年《世家子弟》飾 阿英
- 1956年《小白菜情困楊乃武》飾 小白菜
- 1956年《假鳳凰》飾 梁玉湄
- 1956年《月光》飾
- 1956年《傻大姐》飾
- 1956年《亂世紅伶》飾
- 1956年《春燈羽扇》飾
- 1956年《生死同心》飾 朱麗娥
- 1956年《百年好合》飾 鄧麗華
- 1956年《大地回春》飾 李銀珠
- 1957年《花圓好合》飾 文玉花
- 1957年《琵琶怨》飾 唐小玲
- 1957年《洛神》飾 甄婉貞
- 1957年《還君明珠雙淚垂》飾
- 1957年《恩愛冤家》分飾 趙小蕙、丁秋紅
- 1957年《富貴花開艷陽紅》飾 杜潔明
- 1957年《賣肉養孤兒》飾 馬秋雲
- 1957年《一樓風雪夜歸人》飾 管仲芳
- 1957年《紅鸞喜》飾 柳紅鸞
- 1958年《火網梵宮十四年》飾 魚玄機
- 1958年《仙女牧羊》分飾 小蓮、芸姑
- 1958年《紅娘》飾 紅娘
- 1958年《魂化瑤台夜合花》飾 馮小憐
- 1958年《喜滿人間福滿堂》
分飾 郡主陸金馬、郡主李銀屏
- 1958年《夫榮妻未貴》飾 唐美娥
- 1958年《清官斬節婦》飾 江秀姑
- 1958年《梁祝恨史》飾 祝英台
- 1958年《馬票女郎》飾 阿玉
- 1958年《苦盡甘來》飾 莫傾城
- 1958年《三娘教子》飾 王春娥
- 1958年《彩鳳喜迎春》飾 黃彩鳳
- 1958年《一年一度燕歸來》飾 陸湘卿
- 1958年《胡不歸》飾 趙顰娘
- 1958年《兒心碎母心》飾 蔡玉芬
- 1958年《鴛鴦淚》飾 寶蝶
- 1958年《香銷十二美人樓》
分飾 李海燕、賈小燕
- 1958年《七賢眷》飾 周玉冰
- 1958年《秦香蓮》飾 秦香蓮
- 1958年《千金小姐》飾 金玉英
- 1958年《重見月團圓》飾 蘭香
- 1958年《風流天子與多情孟麗君》飾 孟麗君
- 1958年《一入侯門深似海》
分飾 董詠湘、董美顏
- 1958年《硃痕記》飾 趙錦嫦
- 1958年《玉堂春》飾  歌妓蘇三
- 1958年《文姬歸漢》飾 蔡文姬
- 1958年《艷陽丹鳳》飾
- 1959年《六月雪》飾 竇娥
- 1959年《冤枉相思》飾 趙珍兒
- 1959年《春燈羽扇恨》飾 楊綉芳
- 1959年《王寶釧》飾 王寶釧
- 1959年《天賜良緣》飾 葉珊松
- 1959年《一枝紅艷露凝香》飾 單艷雯
- 1959年《女兒香》飾 梅暗香
- 1959年《出嫁從夫》飾 李小瓊
- 1959年《麗鬼冤讎》分飾 王淑芬、龔麗魂
- 1959年《含笑飲砒霜》飾 尹桃紅
- 1959年《萬里琵琶關外月》飾 容艷玲
- 1959年《花開並蒂蓮》飾 孟明娟
- 1959年《漢女貞忠傳》飾 薛行素
- 1959年《血淚洗殘脂》飾 朱淑嫻
- 1959年《鴛鴦福祿》飾 杜鴛鴦
- 1959年《趙五娘萬里尋夫》飾 趙五娘
- 1959年《桂枝告狀》飾 李桂枝
- 1959年《漢武帝夢會衛夫人》飾 衛紫卿

### 用舊片斷
- 1959年《十二金釵戲狀元
紅伶歌唱大聚會》飾
- 1961年《香江花月夜》飾 陵王女兒
- 1961年《大鄉里出城》飾
- 1962年《心心相印》飾
- 1963年《大成七彩片大集會》飾
- 1963年《芬芳香艷喜迎春》
分飾 鴛鴦、萬妻、黃彩鳳
- 1966年《四姊妹》飾

## 引用資料
1. 1 2  . 江門日報. 2005-02-20  [2008-10-14]. （原始内容存档于2010-12-06） （中文（中国大陆））.
2. ↑  溫燦華. . 香港電台. 2004-06-25  [2008-10-14]. （原始内容存档于2018-02-23） （中文（臺灣））.
3. 1 2  . 嶺南大學. 2004-08-17  [2008-10-14]. （原始内容存档于2005-12-18） （中文（臺灣））.
4. ↑  如芳使編劇的後輩為李寶瑩修補《萬世流芳張玉喬》劇本。
5. ↑  薛覺先先生唱片及粵劇目錄文件（doc）下載
6. ↑  1952年9月6日，在香港高陞戲院籌款，由「金鳳屏劇團」演出粵劇《六國大封相》及《一樓風雨（雪）夜歸人》。1952年9月3日（星期三），香港《華僑日報》，第二張；第一頁：港聞一。
7. ↑  王粵生（1919 - 1989） : 以之為可恥。
8. ↑  The Kwan Fong Gallery of Art and Culture, California Lutheran University.（英文）
9. ↑  .   [2018-02-22]. （原始内容存档于2020-08-18）.
10. ↑  劉德華邀合唱粵曲《梁祝》芳艷芬無意出山，【大紀元1月20日訊】2004年。
11. ↑  .   [2018-02-22]. （原始内容存档于2020-08-18）.
12. 1 2  第75屆頒授學位典禮 (2013) （页面存档备份，存于）楊梁燕芳博士
13. ↑  【星島日報（溫哥華）】2017年5月7日（星期日）。
14. ↑  .   [2018-02-22]. （原始内容存档于2020-01-17）.
15. ↑  . 東網. 2017-03-09  [2017-03-12]. （原始内容存档于2020-08-18） （中文（臺灣））.
16. ↑  .   [2018-03-27]. （原始内容存档于2019-06-11）.

## 外部連結
- 指導小妹妹演粵劇 91歲芳艷芬讚very good （页面存档备份，存于）2017年12月25日 星期一
- 粵劇花旦王芳艷芬·香港文化博物館 （页面存档备份，存于）
- 芳艷芬在互联网电影资料库（IMDb）上的資料（英文）
- 芳艷芬在香港影庫上的簡介
- 芳艷芬在豆瓣上的资料（简体中文）
- 芳艷芬在时光网上的簡介（简体中文）
- WorldCat ID （页面存档备份，存于）（英文）